# Markuskirche (Mannheim)

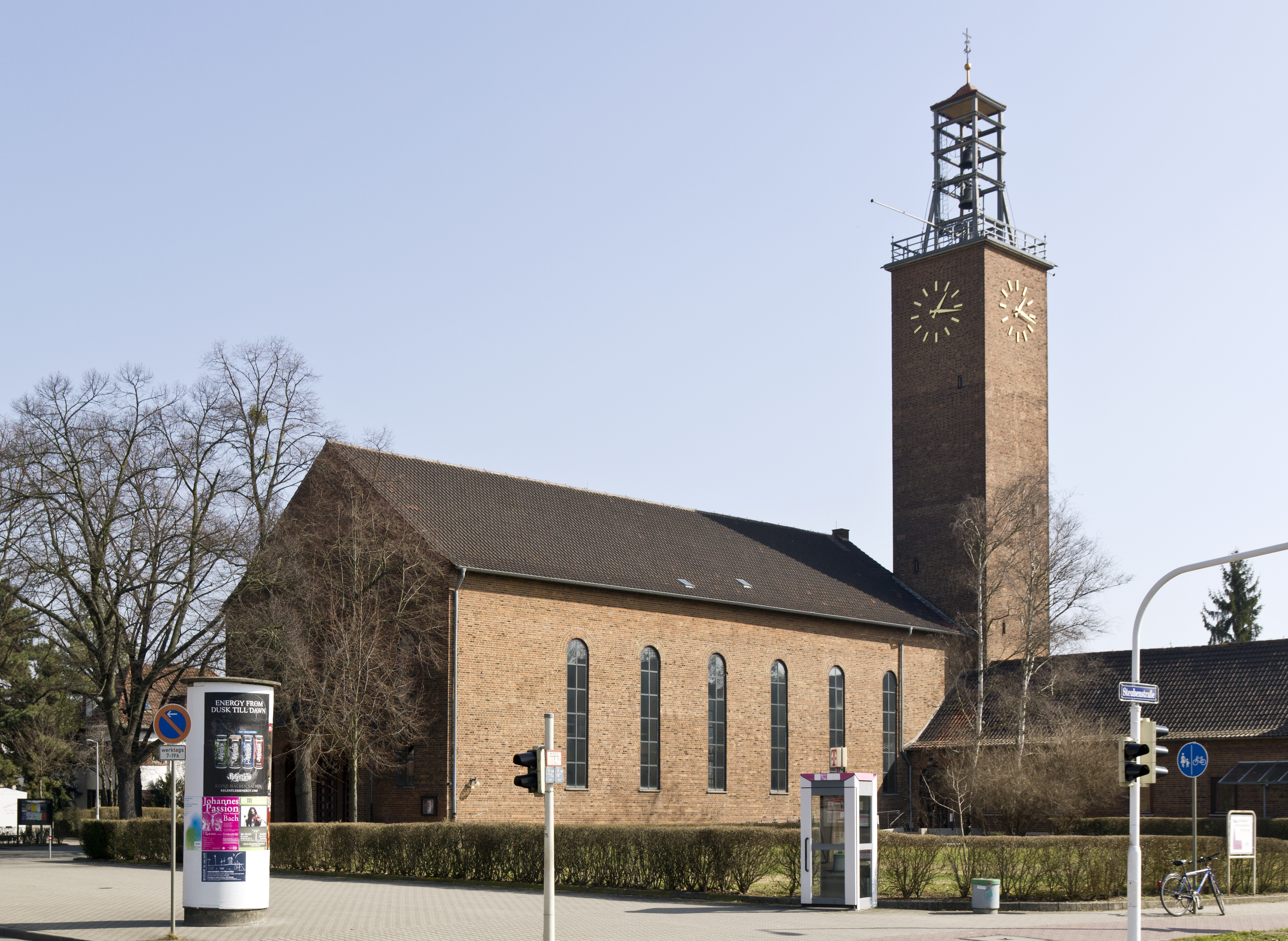
Markuskirche

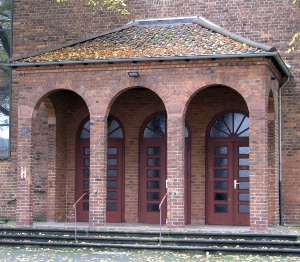
Eingang

Die Markuskirche ist eine evangelische Kirche im Mannheimer Stadtteil Almenhof. Sie wurde zwischen 1937 und 1938 von Max Schmechel erbaut.

## Geschichte
Die Almenhofsiedlung wurde ab 1921 planmäßig nach den Ideen der Gartenstadt-Bewegung angelegt. Kirchlich gehörte sie zur Neckarauer Matthäuskirche. 1931 wurde ein Gemeindehaus erstellt, in dem Neckarauer Pfarrer Gottesdienst hielten, ehe am 1. Mai 1935 der Almenhof ein Pfarrvikariat erhielt. Am 1. Advent 1937 wurde im äußersten Westen der Siedlung der Grundstein für die Markuskirche gelegt. Die Wahl des Standorts fußte auf den dann nicht ausgeführten Plänen, dass die benachbarten Lanz-Werke nach Rheinau verlegt und deren Grundstück zur Wohnbebauung freigegeben werden sollte, womit die Kirche eine zentrale Lage gehabt hätte. Für den Bau der von Max Schmechel entworfenen Kirche sollte nach Behördenanweisung möglichst wenig Metall verwendet. Bereits am 24. Juli 1938 konnte die Einweihung gefeiert werden und im selben Jahr wurde eine selbständige Pfarrei eingerichtet. Mit der später errichteten Lukaskirche, ebenfalls auf dem Almenhof, der Matthäuskirche in Neckarau und der Johanniskirche in Lindenhof wurden die vier benachbarten Kirchen nach den vier Evangelisten benannt. Das Geläut der Markuskirche bestand aus vier Glocken mit den Tönen F, G, B und C.
Die drei größten Glocken wurden während des Zweiten Weltkriegs beschlagnahmt. Die Kirche wurde bei Fliegerangriffen mehrfach beschädigt und brannte 1944 bis auf die Außenmauern ab. Bis 1951 wurde sie, erneut unter der Leitung von Max Schmechel, wiederaufgebaut. In den 1960er Jahren wuchs die Markusgemeinde zur größten evangelischen Gemeinde in Mannheim heran, weshalb im östlichen Almenhof bis 1967 die Lukaskirche erbaut wurde.

## Beschreibung
Die Markuskirche befindet sich an exponierter Stelle am westlichen Ortseingang zum Almenhof. Mit den rechtwinklig zur Kirche angelegten Gemeindesaal und Pfarrhaus und dem mittigen Kirchturm ergibt sich ein homogener Komplex. Die Fassaden präsentieren sich mit rotem Backstein. Die Hallenkirche wird von einem Satteldach bedeckt. Der 30 Meter hohe Turm besitzt einen offenen Glockenstuhl. Einziger Schmuck im Innenraum ist ein Kruzifix über dem Altar. Die Weigle-Orgel wurde in zwei Schritten 1954 und 1958 aufgebaut, 2021 renoviert. Sie hat 39 Register auf drei Manualen und Pedal mit 2546 Pfeifen.
Das Geläut bestand, nachdem die im Krieg ablieferten Glocken von Bachert Karlsruhe 1956 ersetzt worden waren, aus vier Bronzeglocken. Allerdings gab es bald Probleme mit dem Kirchturm, der im Krieg einen Längsriss davongetragen hatte und noch dazu an seinem Standort eines alten Flussbettes auf schlechtem Baugrund steht. Um die Eigenschwingung des Turms nicht zu unterstützen, erhielten die beiden kleinen Glocken Gegengewichte. Schließlich musste die oberste Glocke – die Taufglocke – aus statischen Gründen abgenommen werden. 2001 wurde der Aufsatz des Turms, an dem die Glocken hängen, gründlich erneuert und die morsche Holzkonstruktion des Glockenturms ersetzt.
| Name              | Inschrift | Gewicht | Schlagton |
| ----------------- | --- | ------- | --------- |
| Evangeliumsglocke | Die Zeit ist erfüllt und das Reich Gottes ist herbeigekommen. Tut Buße und glaubet an das Evangelium (Mk 1,15 )      | 1080 kg | e1        |
| Ewigkeitsglocke   | Himmel und Erde werden vergehen, aber meine Worte werden nicht vergehen (Mk 13,31 )                                  | 690 kg  | fis1      |
| Gebetsglocke      | Wachet und betet, daß ihr nicht in Versuchung fallet. Der Geist ist willig, aber das Fleisch ist schwach (Mk 14,38 ) | 450 kg  | gis1      |
| Taufglocke        | Wer da glaubet und getauft wird, der wird selig werden, wer aber nicht glaubet, der wird verdammt werden (Mk 16,16 ) | 320 kg  | h1        |